# Bruce Ibbetson
Bruce Ibbetson, född den 13 januari 1953 i Hollywood, Los Angeles, är en amerikansk roddare.
Han tog OS-silver i åtta med styrman i samband med de olympiska roddtävlingarna 1984 i Los Angeles.